# Gezicht op de Ganzenmarkt en de Stadhuisbrug te Utrecht
Het Gezicht op de Ganzenmarkt en de Stadhuisbrug te Utrecht is een schilderij van de Utrechtse kunstschilder Joost Cornelisz. Droochsloot (circa 1585-1666).
Het olieverfschilderij is een stadsgezicht waarop zijn afgebeeld de Oudegracht, de Ganzenmarkt en de Stadhuisbrug in Utrecht. Ook zijn onder andere de waag in huis Keyserrijk, de grote stadskraan met het naastgelegen wed en de Snippenvlucht te zien. In de achtergrond bevindt zich de Domtoren. Het schilderij dateert uit omstreeks 1615. De Domtoren kan een aanwijzing zijn voor een datering aangezien die is afgebeeld zonder de in 1618 aangebrachte wijzerplaten. Perspectivisch gezien is het schilderij vertekend. Het werk bevat verder tal van afgebeelde personen waaronder marktlieden, kopend publiek en een kwakzalver.
Het schilderij werd in 1839 geschonken door mr. J.J. van der Hagen van den Heuvel aan (de voorloper van) het Centraal Museum in Utrecht. Anno 2018 is het niet voor het publiek in het museum te zien.